# Малые Шихирданы (Татарстан)
Ма́лые Шихирда́ны (тат. Кече Шыгырдан) — деревня в Буинском районе Республики Татарстан, в составе Сорок-Сайдакского сельского поселения.

## Этимология названия
Топоним произошёл от татарского слова «кече» (малый) и ойконима «Шыгырдан».

## География
Деревня находится близ границы с Чувашской Республикой, в 29 километрах к западу от города Буинск.

## История
Деревня основана во 2-й половине XIX века.
В начале XX века в Малых Шихарданах имелся мусульманский молитвенный дом.
В 1930-е годы в деревне организован колхоз «Земледелец», с 2004 года ООО «Агрофирма «Дружба».
До 1920 года деревня входила в Энтугановскую волость Буинского уезда Симбирской губернии. С 1920 года в составе Буинского кантона ТАССР. С 10 августа 1930 года в Буинском, с 10 февраля 1935 года в Будённовском, с 29 ноября 1957 года в Цильнинском, с 12 октября 1959 года в Буинском районах.

## Население
| 1897 | 1910  | 1913 | 1920  | 1926  | 1938  | 1949  | 1958  | 1970  | 1979  | 1989 | 2002 | 2015 |
| ---- | ----- | ---- | ----- | ----- | ----- | ----- | ----- | ----- | ----- | ---- | ---- | ---- |
| 89   | 104 ↗ | 93 ↘ | 113 ↗ | 124 ↗ | 152 ↗ | 160 ↗ | 138 ↘ | 213 ↗ | 147 ↘ | 98 ↘ | 61 ↘ | 27 ↘ |

Национальный состав деревни — татары.

## Экономика
Полеводство.

## Религиозные объекты
Мечеть (с 2009 года).